# 洞不全症候群
洞不全症候群（どうふぜんしょうこうぐん、sick sinus syndrome, SSS）（sinus node dysfunctionと論文上記載されることもある）とは、心臓の調律を発する洞房結節または洞結節下流の電導系が原因で、徐脈を起こす病気。普段から心拍数が少なく、運動しても上昇しないため、脳の虚血が起こって失神発作などを生じる。Rubenstein分類により以下のように分けられる。
- I群：特定原因のない洞性徐脈 (HR < 50/min)
- II群：洞停止・洞房ブロック
- III群：徐脈-頻脈症候群

洞結節あるいはその周辺の障害によって生じ、臨床的にはAdams‐Stokes発作（アダムス・ストークス発作）、心不全、易疲労性などの症状が慢性的に出現する場合をいう。原因としては、虚血性心疾患、サルコイドーシス、炎症、心筋症、家族性発症、薬剤性(βブロッカーやCaブロッカー、ジギタリスなど)などがあるが、約半数は原因不明である。原因不明の場合には迷走神経の緊張が強く関与しているといわれ、加齢と共に増加する。とくに高齢者は、基礎疾患に徐脈性不整脈などの不顕性洞不全症候群を伴っていることが多く、高血圧や不整脈、緑内障などの治療により前述のβ-blockerなどを投与され、症状が増強された結果、顕性化する場合がある。一般に、緩徐に進行する徐脈性不整脈や数秒の洞停止、洞房ブロックなどは自覚症状に乏しいが、高度の洞徐脈が持続、あるいは Adams‐Stokes発作が生じると生命の危険性が高くなるので注意する。徐脈、めまい、失神といった症状がある。

## 検査
- 12誘導心電図
- ホルター心電図 - 迷走神経が優位となる夜間睡眠時の心電図が診断の一助となる。

## 治療
1. 症状があって、HR：40/min↓かつ最大RR間隔が3秒↑
2. 症状がなくても、HR：40/min↓かつ最大RR間隔が5秒↑

のときペースメーカーの適応となる。それ以外の場合、症状が一過性なら両下肢挙上、薬剤投与（アトロピン、イソプロテレノール）などを行うとあるが、実際の臨床では上の1以外のケースは治療せず、症状が出たときは患者を寝かせて負荷を軽減し経過観察をする例が多いようである。